# حلقه (فیلم ۱۹۹۸)
حلقه (به ژاپنی: リング، رینگو) فیلمی ژاپنی در ژانر وحشت روان‌شناختی به کارگردانی هیدئو ناکاتا، تهیه‌کنندگی تاکا ایچیسه و با بازی ناناکو ماتسوشیما محصول سال ۱۹۹۸ است. این فیلم به نویسندگی هیروشی تاکاهاشی اقتباسی از رمانی به همین نام نوشتهٔ کوجی سوزوکی است.
اولین دنباله‌ای که برای فیلم ساخته شد مارپیچ بود. اما دنبالهٔ دیگری نیز با نادیده گرفتن فیلم مارپیچ با عنوان حلقه ۲ ساخته شد. چند نسخه هالیوودی نیز از فیلم ساخته شد از جمله حلقه که بازسازی همین فیلم است.

## خلاصهٔ داستان
داستان این فیلم دربارهٔ نوار ویدئو مرموزی است که هر کس آن را ببیند تلفن با او تماس می‌گیرد و به او می‌گوید هفت روز بعد خواهد مرد…